# Tanjungsari (Karangampel)
Tanjungsari is een bestuurslaag in het regentschap Indramayu van de provincie West-Java, Indonesië. Tanjungsari telt 3856 inwoners (volkstelling 2010).